# 李海涛 (1912年)
李海涛（1912年9月—1997年9月4日），曾用名李振华、高继祖、黎文，男，直隶（今河北）乐亭人，中华人民共和国政治人物。曾任中共辽北省工委书记。

## 生平
李海涛是直隶省乐亭县大黑坨村人。1929年春，在天津中日中学读书时，参加了李大钊的外甥杨景起等组织的“反帝大同盟”和“社会科学研究会”，开始研究马克思主义理论和参加革命活动，正式参加革命。1933年4月，李大钊的祭日临近，在北平志诚中学高三毕业的李振华返回老家大黑坨村，把李大钊的多位遗属接到北平，安顿在铁匠胡同一个公寓内。1933年4月23日李大钊遇难六周年时在北平城区公开出殡，李大钊次子李光华摔盆；李振华以长子名义出面办理手续并出殡时穿着孝袍，打着灵幡，走在灵柩前边。送葬活动结束后，李振华受到北平特务宪兵的注意，住处两次遭搜查。由于李振华已回到乐亭老家而幸免被捕。此后不能再考大学，以教书为掩护在家乡开展地下革命斗争。1933年，加入中国共产党，改名李海涛，后在北平、天津从事地下工作。任乐亭县委宣传部长、1935年任全国总工会华北代表处天津市工人联合会特派员，其直接领导和单线联系人吴德。1935年8月因下线联系人叛变而被捕。1937年被义勇军营救出狱。
抗日战争时期，参加1938年冀东抗日大暴动。1940年10月为进一步扩大冀东抗日游击根据地，中共冀热察区委员会冀东区党分委决定在滦河西岸以青龙山为基地建立中共迁(安)滦(县)卢(龙)联合县工委和行政办事处。县工委书记李海涛(黎文)、办事处主任张振宇，主要任务是向北宁铁路两侧发展，为开辟滦河以东和铁路以南奠定基础。1941年8月初，冀东区党分委举行第三次扩大会议，总结了夏季反“扫荡”失利的经验教训，为坚持冀东抗日游击战争，扩大武装抗日的回旋余地，会议作出了“积极向外发展，开辟新区”的决定，在迁滦卢联合县开辟工作的基础上，组织力量逐步向南、向东发展。1941年11月，冀东区党分委和冀东军分区对滦东隐蔽形式的开辟作了部署，派冀东大暴动时滦东的领袖人物高敬之到迁滦卢联合县任工委书记，主要负责向滦东发展；原在那里的办事处主任张振宇负责向铁路南发展。任冀热辽军区第十七军分区政委、地委书记（管辖滦河以西、北宁铁路路南）。
解放战争时期，1945年10月上旬东北局派李海涛、顾卓新、栗又文、倪志亮等到四平组建辽北省委、军区，任中共辽北省工委书记兼辽北军区政委。1945年11月3日，东北局派郭述申到四平，在辽北省工委的基础上，组建辽北省委。郭述申任省委书记、军区政委。李海涛任辽北省委副书记兼军区副政委。吉辽省委辽北分省委组织部长、松江省委宣传部长等职。
中华人民共和国成立后，任天津市委直属党委副书记、天津市劳动局副局长、中央劳动部劳动争议处理司副司长、中央林业部计划司司长、森林工业部劳动工资司司长。1958年任云南省农业厅农业机械管理局局长。文革结束后，任云南省农业机械管理局副局长、1978年任天津市人民检察院副检察长等职。1980年副省级离休。

## 家族
族叔李大钊。
女儿李幼华。